# Феофан Грек

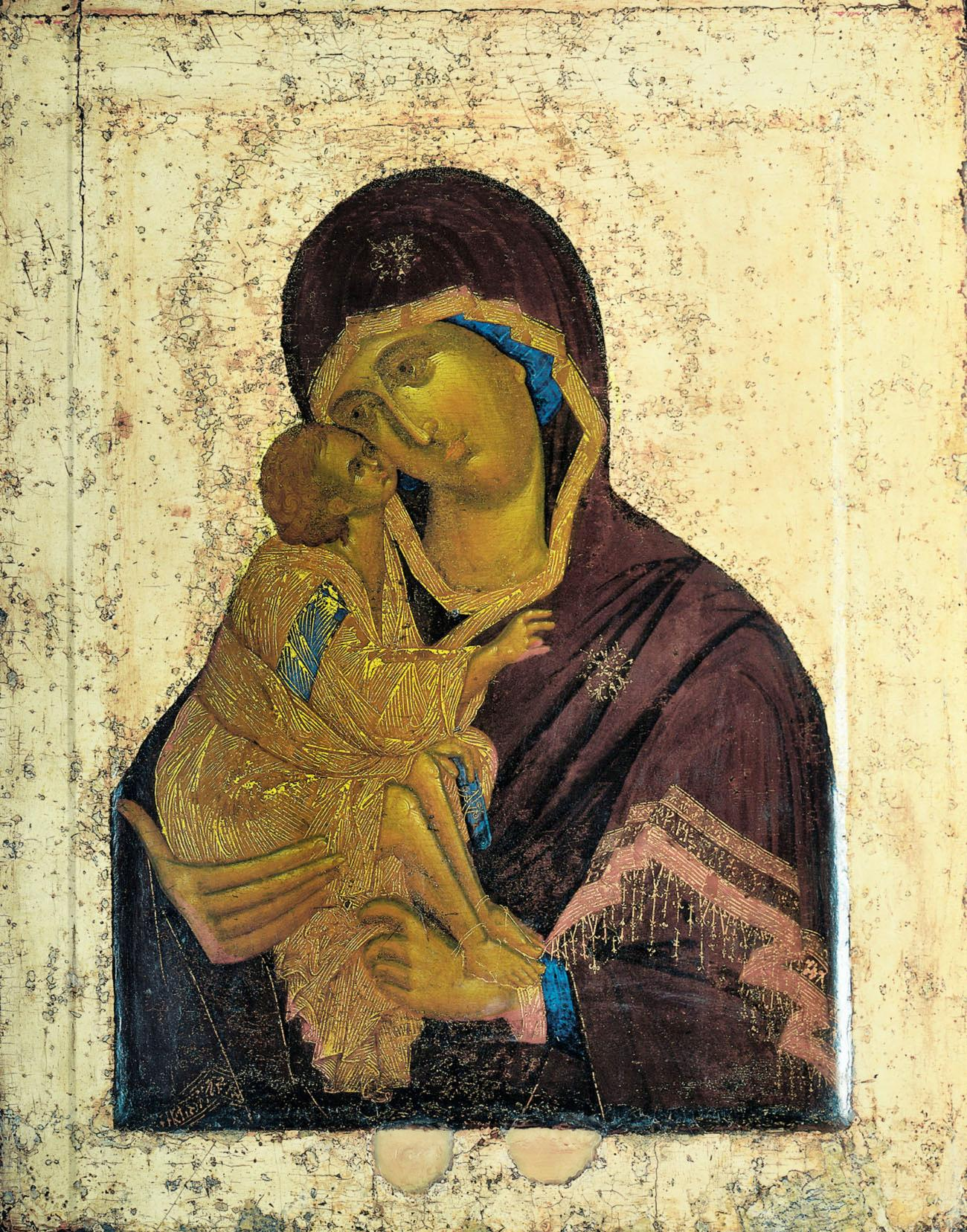
Донська Богоматір

Феофан Грек (близько 1337 — після 1405) — візантійський художник, один з найвизначніших митців середньовічного іконопису. Його майстерність високо цінували у Московії та називали філософом. Феофан Грек заснував у Москві свою школу, серед учнів якої був Андрій Рубльов.

## Візантія
Феофан Грек народився на острові Крит, який на той час входив до складу Візантійської імперії. Освіту здобув в Константинопольському університеті.
Його не слід плутати з іншим візантійським іконописцем Феофаном Критянином. Художник працював у Константинополі, Халкедоні (передмістя Константинополя), генуезьких Галаті та Кафі.

## Новгородська земля

### Новгород
До Новгородської землі Феофан Грек прибув близько 1370 року вже зрілим митцем, імовірно разом із митрополитом Київським Кіпріаном, він оселився у Новгороді. 1378 року почав роботу над розписом церкви Спаса на Іллінє вулиці. Найграндіознішим зображенням у храмі є погрудне зображення Спаса Вседержителя у куполі. Крім купола Феофан розписав барабан фігурами праотців і пророків Іллі та Іоанна Предтечі. До нас дійшли також розписи абсиди — фрагменти чину святителів та Євхаристії, частина фігури Богородиці на південному вівтарному стовпі, «Водохреща», «Різдво Христове», «Стрітення», «Проповідь Христа апостолам» і «Сходження до аду» на склепінні й стінах, що до нього примикають. Найкраще збереглись фрески Троїцького приділу. Це орнамент, фронтальні фігури святих, напівфігура «Знамення» із майбутніми ангелами, престол із фігурами чотирьох святителів, які підходять до нього, у верхній частині стіни — Стовпники, старозаповітна «Трійця», медальйони із Іваном Ліствичником, Агафоном, Акакієм та Постать Макарія Єгипетського.
Феофан Грек залишив вагомий внесок у новгородському мистецтві, зокрема, майстри, які сповідували той самий світогляд і сприйняли частково манеру майстра, розписали церкви Успіння Богородиці на Волотовому полі та церкву Феодора Стратилата. Живопис у цих храмах нагадує фрески церкви Спаса на Ілліні своєю вільної манерою, принципом побудови композицій і вибором кольорів. Пам'ять про Феофана Грека залишилася і в новгородських іконах — в іконі «Вітчизна» (XIV століття) присутні серафими, скопійовані з фресок церкви Спаса на Ілліні, у клеймі «Трійця» — іконі XV століття — простежуються паралелі із «Трійцею» Феофана, а також в кількох інших творах. Також вплив Феофана видно і в Новгородській книжковій графіці, в оформленні таких рукописів як «Псалтир Івана Грозного» (останнє десятиліття XIV століття) і «Погодинскому Пролозі» (друга половина XIV століття).

### Москва
Про Московський період Феофана Грека майже не збереглось достовірних свідчень. За деякими відомостями (зокрема, з листа Єпіфанія премудрого ігумена Афанасієвого монастиря Кирилу Тверському) іконописець працював також у Нижньому Новгороді. Деякі дослідники схильні вважати, що він працював і в Коломні та Серпухові. На початку 1390-х рр. Феофан прибув до Москви.
Тут він проявив себе у розписі храмів, приватних будинків, у книжковій графіці та написанні ікон. Феофан оформив Євангеліє боярина Федора Кішки, оклад якого датується 1392 роком, судячи з усього, закінчення рукопису належить до того ж часу. Євангеліє не містить мініатюр, але рясніє яскравими заставками, орнаментальними прикрасами на початку кожної голови та зооморфними буквицями-ініціалами. Характерні різкі лінії, колорит зображень дають підставу стверджувати авторство Феофана Грека. Інший видатний рукопис — Євангеліє Хитрова, має схожість за оформленням до Євангелія Кішки, але істотні відмінності у стилістиці та колористика свідчать про те, що робота виконана кимось із послідовників Феофана, можливо Андрієм Рубльовим.
Щодо ікон, написаних Феофаном, не збереглося чіткої інформації. Традиційно його авторству приписують «Успіння Божої Матері», «Донську ікону Божої Матері», «Преображення Господнє» та деісусний чин Благовіщенського собору Кремля. Немає точних відомостей про те, де і коли була написана ікона «Успіння», але за непрямими даними вважається, що це сталося у Москві. Ікона є двосторонньою, на одному боці зображено сюжет Успіння Божої Матері, а на інший — образ Богоматері із немовлям Христом. У сучасному мистецтвознавстві немає єдиної думки з приводу походження цих образів. Крім цього Феофанію приписується ікона «Преображення» — храмовий образ Спасо-Преображенського собору міста Переславль-Залеський, хоча і художньо і образно вона слабше його образів і слід його манері є дещо зовнішнім і поверхневим.
Феофан Грек очолював розпис низки московських церков — це нова кам'яна церква Різдва Богородиці в 1395 році, разом із Семеном Чорним та учнями — церкви святого Архангела Михаїла в 1399 році, розпис якої вигорів під час навали Тохтамиша, і церкви Благовіщення спільно зі старцем Прохором із Городця і Андрієм Рубльовим в 1405 році. Також Феофану приписуються ікони деісусного чину з іконостаса Благовіщенського собору. Головна особливість його в тому, що це перший в Росії іконостас із фігурами, зображеними у повний зріст. Складається іконостас з таких ікон: «Василій Великий», «Апостол Петро», «Архангел Михаїл», «Богоматір», «Спас», «Іоанн Предтеча», «Архангел Гавриїл», «Апостол Павло», «Іван Золотоустий».